# بخش مدیسون (شهرستان ریچلند، اوهایو)
بخش مدیسون (به انگلیسی: Madison Township) یک منطقهٔ مسکونی در ایالات متحده آمریکا است که در شهرستان ریچلند، اوهایو واقع شده‌است.
 بخش مدیسون ۴۰٫۶ کیلومتر مربع مساحت و ۱۴٬۶۸۰ نفر جمعیت دارد و ۳۶۹ متر بالاتر از سطح دریا واقع شده‌است.